# Heterochelus poweri
Heterochelus poweri är en skalbaggsart som beskrevs av Kulzer 1960. Heterochelus poweri ingår i släktet Heterochelus och familjen Melolonthidae. Inga underarter finns listade i Catalogue of Life.